# Henri Bréchu
Henri Bréchu (ur. 1 grudnia 1947 r.) – francuski narciarz alpejski. Nie startował na mistrzostwach świata ani igrzyskach olimpijskich. Najlepsze wyniki w Pucharze Świata osiągnął w sezonie 1970/1971, kiedy to zajął 11. miejsce w klasyfikacji generalnej, a w klasyfikacji slalomu był piąty.

## Sukcesy

### Puchar Świata

#### Miejsca w klasyfikacji generalnej
- 1969/1970 – 11.
- 1970/1971 – 39.

#### Miejsca na podium
1. Wengen – 11 stycznia 1970 (slalom) – 3. miejsce
2. Megève – 25 stycznia 1970 (slalom) – 3. miejsce
3. Madonna di Campiglio – 31 stycznia 1970 (slalom) – 1. miejsce
4. Jackson Hole – 22 lutego 1970 (slalom) – 2. miejsce
5. Voss – 15 marca 1970 (slalom) – 3. miejsce